# Клаус Олінг
Клаус Олінг (нім. Klaus Ohling; 4 лютого 1918, Франкфурт-на-Майні — ?) — німецький офіцер-підводник, капітан-лейтенант крігсмаріне.

## Біографія
3 квітня 1937 року вступив на флот. З квітня 1939 року служив на важкому крейсері «Адмірал Шеер». З вересня 1941 по березень 1942 року пройшов курс підводника. З березня 1942 року — 1-й вахтовий офіцер на підводному човні U-511. З грудня 1942 по січень 1943 року пройшов курс командира човна. З 25 лютого 1943 по 6 червня 1944 року — командир U-965, на якому здійснив 1 похід (1 січня — 3 лютого 1944). В серпні-грудні 1944 року пройшов підготовку в 24-й флотилії. З грудня 1944 року — навчальний керівник в 300-му навчальному командуванні K-Verbände. В травні 1945 року служив в 2-й флотилії R-катерів. В тому ж місяці був взятий в полон. 17 червня 1946 року звільнений.

## Звання
- Кандидат в офіцери (3 квітня 1937)
- Морський кадет (21 вересня 1937)
- Фенріх-цур-зее (1 травня 1938)
- Оберфенріх-цур-зее (1 липня 1939)
- Лейтенант-цур-зее (1 серпня 1939)
- Оберлейтенант-цур-зее (1 вересня 1941)
- Капітан-лейтенант (1 квітня 1944)

## Нагороди
- Залізний хрест 2-го і 1-го класу